# The Walk (Kurzgeschichte)
The Walk (deutsch Der Lauf) ist eine Science-Fiction-Kurzgeschichte des australischen Schriftstellers Greg Egan, zuerst veröffentlicht in Asimov’s Science Fiction im Dezember 1992. Die Kurzgeschichte wurde ebenfalls in der Sammlung Axiomatic im Jahr 1995 und in der Anthologie The Pattern Maker bearbeitet von Lucy Sussex im Jahr 1995 veröffentlicht.

## Handlung
Ein Mann soll für den Betrug an einem Finanzierer der Mafia von einem Auftragsmörder im Wald erschossen werden. Als der Mann um sein Leben bettelt, bietet der Auftragsmörder ihm ein neurales Implantat an, welches ihn zwingen wird, seinen kommenden Tod zu akzeptieren. Als der Mann annimmt und anschließend vollkommen selbstsicher deklariert, den Tod nicht mehr zu fürchten, erschießt der Auftragsmörder stattdessen sich selbst.

## Auszeichnungen
The Walk erreichte den zehnten Platz beim Asimov’s Science Fiction Magazine Readers’ Award im Jahr 1993.

## Kritik
Karen Burnham schreibt in Greg Egan (Masters of Modern Science Fiction), dass die Kurzgeschichte sich wieder die gleiche Technologie wie Axiomatic betrachtet („looks again at the exact technology of Axiomatic“), aber mit einem schwach motivierten Protagonisten („it does so using a rather poorly motivated main actor“). Sie argumentiert: Die Geschichte funktioniert nicht besonders gut: Da wir nie die Sichtweise des Auftragskillers erfahren, wissen wir nicht, warum er sich zum Selbstmord entschließt. („The story does not work terribly well: because we never get the point of view of the hit man, we have no idea why he decides to kill himself.“)